# Annendaalsbos
Het Annendaalsbos is een natuurgebied ten oosten van Maria Hoop en gelegen direct ten noordwesten van de Duits-Nederlandse grens. Hierop aansluitend ligt het Nieuw Annendaalsbos.
Het gebied bestaat voornamelijk uit naaldbos op voormalige heide, en het grootste deel, 177 ha, is eigendom van Staatsbosbeheer. Daarnaast is er nog 50 ha in particulier eigendom. Dit bos is gelegen op een rug ten zuiden van een ontgonnen veengebied dat op ongeveer 30 meter hoogte ligt, en in het bos stijgt de hoogte, deels met een steilrand, tot ruim 50 meter. Direct aan de Duitse kant van de grens ligt Haaren. Andere buurtschappen langs het bos zijn Putbroek in het noorden, en Annendaal in het noordoosten.